# Monte Bengoué
Monte Bengoué' (en francés: Mont Bengoué) es una montaña en el país africano de Gabón, se trata de su punto más alto con 1.070 metros de altura (3.510 pies) . Monte Bengoué se encuentra incluido en jurisdicción de la provincia de Ogooué-Ivindo, en las coordenadas geográficas 00°57′00″N 13°41′00″E / 0.95000, 13.68333